# Museo de la Gloria Olímpica
El Museo de la Gloria Olímpica (en uzbeko: Olimpiya shon-shuhrati muzeyi) es un museo ubicado en Tashkent dedicado al movimiento olímpico. 
El museo fue inaugurado el 1 de septiembre de 1996 en un espacio de 2121 metros cuadrados. El objetivo principal del Museo de la Gloria Olímpica es la organización de exhibiciones que demuestran los logros de los atletas uzbekos en los Juegos Olímpicos. El museo tiene una videoteca, con audiovisuales de los Juegos Olímpicos. También se exhiben las medallas de oro que Islam Karimov donó al museo, para contribuir al desarrollo del movimiento deportivo.